# Óbars
Óbars (szlovákul: Starý Tekov, németül: Bersenberg, Altbarsch) község Szlovákiában, a Nyitrai kerület Lévai járásában.

## Fekvése
Lévától 7 km-re északnyugatra, a Garam bal partján fekszik.

## Története
A helyén már a kőkorszakban emberi település állt. Bars várát 1075-ben castrum Bors, a falut 1156-ban Bors néven említik először. Ekkor említik Szent Márton és Szent Péter tiszteletére szentelt templomát és plébániáját. A község északnyugati részén, a Várhegyen feküdt Bars vára, az egykori vármegye névadója. A 11. században várispánság és főesperesség központja. Az Árpád-korban számos kiváltságot élvezett. 1240-ben vegyes magyar és német lakossága volt. A tatárjárás után német hospesek telepedtek le itt, sőt a vármegyei ispánok is közülük kerültek ki (1246-ban Werner, 1275-ben Preusling).
A 14. században az esztergomi érsekség birtoka volt. 1331-ben palánkkal vették körül a várost, később azonban jelentősége csökkent. 1388-ban a lévai váruradalom része lett. A 15. században a husziták, a 16.-17. században a törökök pusztították. A 16. században Nagybars és Egyházasbars részekből állt. 1534-ben Nagybarsnak 24, Egyházasbarsnak 13 adózó portája volt. 1601-ben 56 ház, plébánia és 3 malom állt a településen. A reformáció kezdetén, 1608-1609-ben református zsinatot tartottak itt. 1663-ban három napig táborozott határában a török és teljesen elpusztította a települést. A török kiűzése után gyorsan benépesült, korábbi jelentőségét azonban már nem nyerte vissza. A neoaquistica commissio határozata alapján a reformátusokat elzavarták, a magyarok elmenekültek s helyükre a visszatért Habsburg uralmat képviselő Kollonich Lipót szlovák és német katolikusokat telepít be.[forrás?] Ezzel a település elveszti magyar többségét. 1697-ben megalakult az első céh, a mészárosok céhe a városban. 1705-ben még mezőváros, majd egyszerű község lett. 1720-ban 18 adózó háztartása volt. 1828-ban 111 házában 777 lakos élt. Lakói főként mezőgazdasággal foglalkoztak.
Vályi András szerint „Ó Bars, Alt Bersenburg, Sztari Tekov. Mező Város Bars Vármegyében, lakosai katolikusok, fekszik Garam vize mellett; Új Barstól egy híddal elválasztva, hajdan szabad Királyi Város, ’s Trentsénnél gazdagabb vala, és régi Várának omladékjait még most is láthatni; e’ helytől vette Bars Vármegye is nevezetét, földes Ura Hertzeg Eszterházy Uraság, határbéli földgye elegendő, és termékeny, legelője, fája elég, fűzesse hasonlóképen, gyümöltsös kertyei hasznosak, keresetre jó módgya, ’s vagyonnyait könnyen eladhattya, Országos barom vásárjai is vagynak; de mivel szőleje nintsen, második Osztálybéli”.
Fényes Elek szerint „O-Bars, tót m. v., Bars vármegyében, a Garan bal partján, ut. p. Lévától északra 1 órányira: 683 k. lak. s paroch. templommal. Hajdan királyi város volt, s egy várnak és klastromnak omladékai most is láthatók. Határja róna s bőtermékenységű; rétje, legelője, füzese, gyümölcse elég, de bora nincs. F. u. hg. Eszterházy”.
A trianoni békeszerződésig Bars vármegye Lévai járásához tartozott.

## Népessége
| Év:            | 1994. | 2004.   | 2014.   | 2024.    |
| -------------- | ----- | ------- | ------- | -------- |
| Emberek száma: | 1490  | 1467    | 1414    | 1597     |
| Eltérés:       |       | -1,54 % | -3,61 % | +12,94 % |

| Év:            | 2023. | 2024.   |
| -------------- | ----- | ------- |
| Emberek száma: | 1548  | 1597    |
| Eltérés:       |       | +3,16 % |

1880-ban 1087 lakosából 43 magyar és 1005 szlovák anyanyelvű volt.
1890-ben 1234 lakosából 74 magyar és 1153 szlovák anyanyelvű volt.
1900-ban 1470 lakosából 69 magyar és 1393 szlovák anyanyelvű volt.
1910-ben 1632 lakosából 49 magyar és 1564 szlovák anyanyelvű volt.
1921-ben 1599 lakosából 36 magyar és 1561 csehszlovák volt.
1930-ban 1615 lakosából 1 magyar és 1612 csehszlovák volt.
1970-ben 1845 lakosából 1841 szlovák volt.
1980-ban 1727 lakosából 5 magyar és 1717 szlovák volt.
1991-ben 1522 lakosából 3 magyar és 1516 szlovák volt. 
2001-ben 1479 lakosából 4 magyar és 1464 szlovák volt.
2011-ben 1428 lakosából 3 magyar és 1354 szlovák volt.
2021-ben 1495 lakosából 7 magyar, 1422 (+1) szlovák, 7 (+2) egyéb és 59 ismeretlen nemzetiségű volt.

## Neves személyek
- Itt hunyt el 1824-ben Jancsó András katolikus plébános.
- Itt szolgált Ján Palárik (1822-1870) szlovák drámaíró, római katolikus plébános.
- Itt szolgált František Richard Osvald (1845-1926) szlovák római katolikus plébános, a Matica elnöke.
- Itt szolgált Sullay Rezső (1859-1896) római katolikus plébános.

## Nevezetességei
- A vár földsáncai még jól kivehetők a falu északnyugati részén. A helyén ma temető áll.[8]
- A Nagyboldogasszony tiszteletére szentelt római katolikus temploma a 13. században épült. A 14. században gótikus stílusban építették át. 1698-ban és a 19. század elején újra átépítették. Egyhajós, sokszögzáródású épület, elöl toronnyal. A templomot védőfal övezi, oldalt két kápolnával.
- Jelentősebb műemlékei még a 18. századi Kálvária-szoborcsoport és az 1830-ban készített Szent Anna-szobor.
- Református temploma 1790-ben épült, 1820-ban átépítették.
- A parkban áll Janko Palárik szlovák író, 1848-ban a község papjának és a két világháború áldozatainak emlékműve.
- A szlovák nemzeti felkelés emlékműve.

## Külső hivatkozások
- Hivatalos oldal
- Községinfó
- Óbars Szlovákia térképén
- Travelatlas.sk
- A község a Barsi régió honlapján
- Bars vára (szlovákul)
- E-obce.sk Archiválva 2007. december 13-i dátummal a Wayback Machine-ben